# Осада Дедино (Миорский район)
Осада Дедино (бел. Аса́да Дзе́дзіна) — деревня в Миорском районе Витебской области Белоруссии. В составе Перебродского сельсовета.

## География
Расположена в 18 км на северо-запад от Миор и в 210 км на северо-запад от Витебска.
Ближайшие населённые пункты Дедино, Липницы и др.

## История
В 1905 году в Друйской волости Дисненского уезда Виленской губернии.

## Население

### Численность
- 2009 год — 77 жителей

### Динамика
- 1999 год — 115 жителей (перепись населения)
- 2009 год — 77 жителей (перепись населения)[2]

## Достопримечательность
- Усадебно-парковый ансамбль Рудницких (1810—1820) — памятник усадебно-парковой архитектуры классицизма.  Историко-культурная ценность Республики Беларусь, шифр 212Г000554.

Композиционный центр комплекса — кирпичный хозяйский дом, перед которым разбит ландшафтный парк (сохранились фрагменты). Он представляет собой прямоугольное двухэтажное здание с шатровой крышей. Центр главного фасада выделен четырехколонным портиком с треугольным фронтоном. В отделке фасадов использованы пилястры, рустовки, профилированные карнизы. Здание имеет анфиладо-коридорную планировку. Под зданием сводчатые подвалы. В восточной части усадьбы находятся каменные хозяйственные постройки (1849 г.).

## Галерея

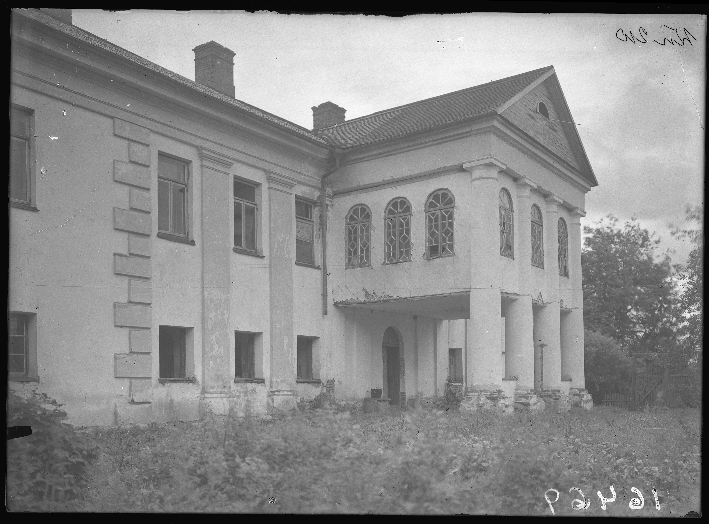
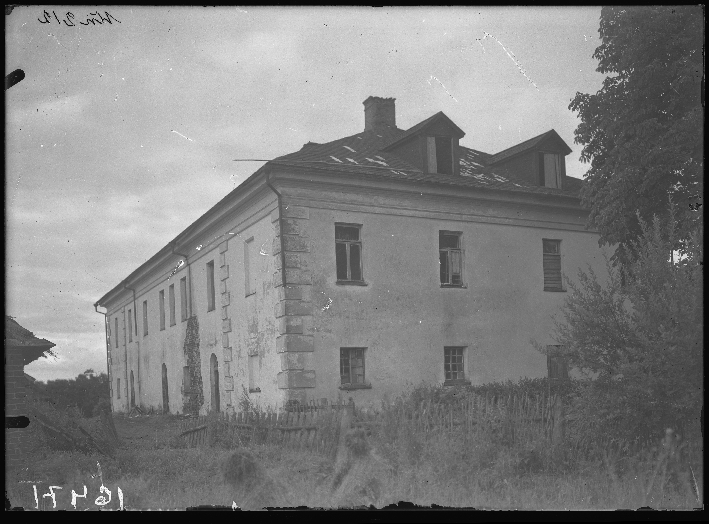
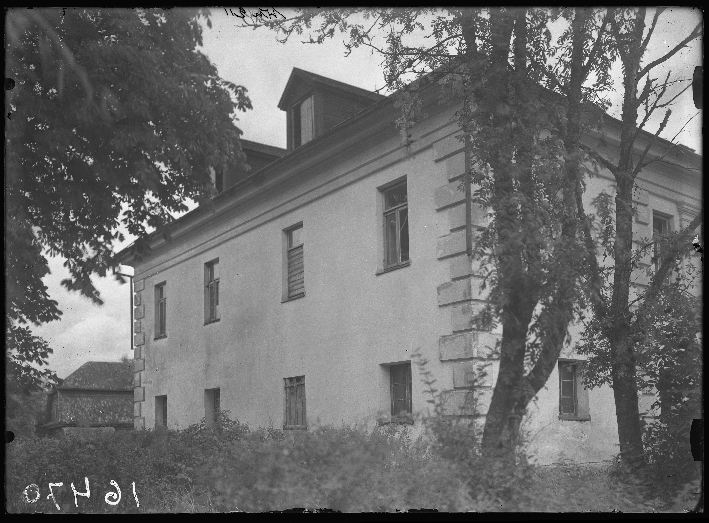
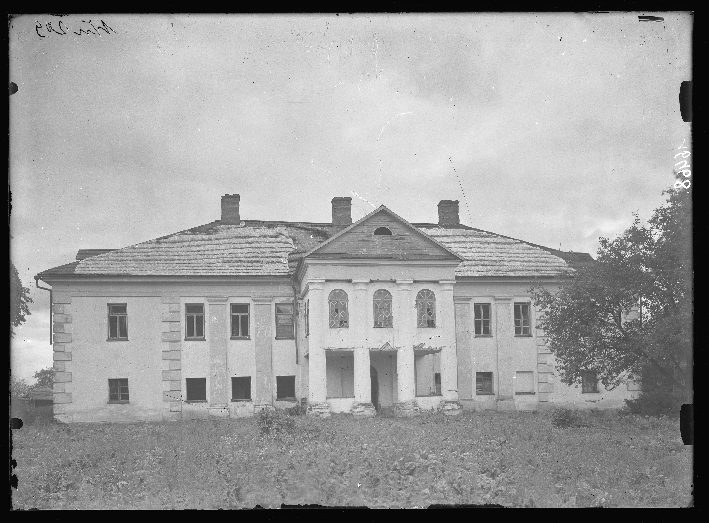
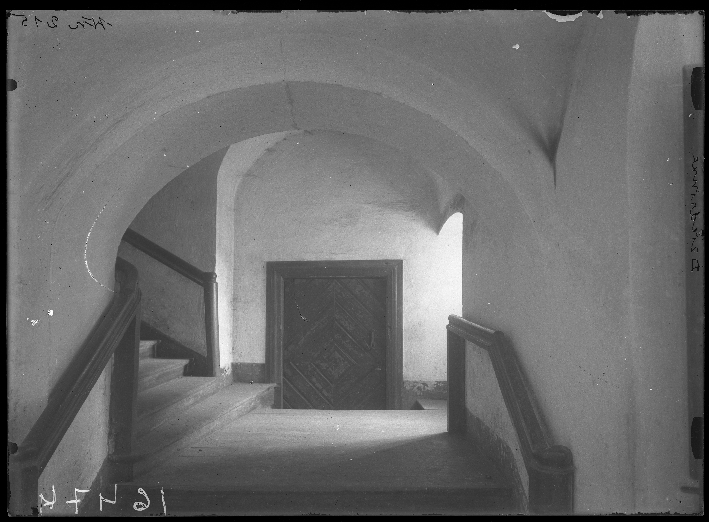